# Permanganat de bari
El permanganat de bari és un compost inorgànic, del grup de les sals, que està constituït per anions permanganat {\displaystyle {\ce {MnO4-}}} i cations bari (2+) {\displaystyle {\ce {Ba^{2+}}}}, la qual fórmula química és {\displaystyle {\ce {Ba(MnO4)2}}}.

## Propietats
El permanganat de bari es presenta com un sòlid cristal·lí de color violat fosc, quasi negre, i inodors. Cristal·litza en el sistema ortoròmbic. La seva densitat val 3,77 g/cm³, a 200 °C es descompon i també en posar-lo en contacte amb etanol. La seva solubilitat és de 6,5 g en 100 g d'aigua a 20 °C.

## Obtenció
Pot preparar-se en dues etapes fent reaccionar primer permanganat de potassi amb hidròxid de bari i nitrat de bari, amb la qual cosa s'obté el manganat de bari, el qual es fa reaccionar després amb clor per donar el permanganat de bari:
{\displaystyle {\ce {4KMnO4 + 2Ba(OH)2 + 2Ba(NO3)2 -> 4BaMnO4 + 4HNO3 + O2 + 2H2O}}}
{\displaystyle {\ce {2BaMnO4 + Cl2 -> Ba(MnO4)2 + BaCl2}}}

## Aplicacions
És un desinfectant fort; s'empra en la producció d'altres permanganats; i també en la despolaritzant cèl·lules seques.